# Europastraße 013
Die Europastraße 013 (kurz: E 013) ist eine Fernstraße in Kasachstan. Sie zweigt in Saryosek von der E 40 ab und führt in östlicher Richtung nach Koktal, wo sie in die E 012 mündet.